# زیهنی گینالی
زیهنی گینالی (آلبانیایی: Zihni Gjinali; ۵ مهٔ ۱۹۲۶ – ۱۹ ژوئیهٔ ۲۰۰۵) بازیکن و مربی فوتبال اهل آلبانی بود.
از باشگاه‌هایی که در آن بازی کرده‌است می‌توان به باشگاه فوتبال دینامو تیرانا اشاره کرد.
وی همچنین در تیم ملی فوتبال آلبانی بازی کرده‌است.